# 厚唇異唇鱨
厚唇異唇鱨，為輻鰭魚綱鯰形目倒立鯰科異唇鱨屬的其中一種，該物種分布於非洲剛果河中部Kasai分支流域，體長可達8.5公分。